# Rahmat Erwin Abdullah
Rahmat Erwin Abdullah (ur. 13 października 2000 w Makasarze) – indonezyjski sztangista, brązowy medalista igrzysk olimpijskich, mistrz świata (2021).
Na igrzyskach olimpijskich w Tokio w 2020 roku wywalczył brązowy medal w wadze średniej. W zawodach tych wyprzedzili go jedynie Chińczyk Shi Zhiyong i Julio Mayora z Wenezueli. Na rozgrywanych rok wcześniej igrzyskach Azji Południowo-Wschodniej na Filipinach zdobył złoty medal w tej samej kategorii wagowej. W 2021 na mistrzostwach świata uzyskał w dwuboju wynik 343 kg i otrzymał złoty medal.
Zarówno jego ojciec, Erwin Abdullah, jak i matka – Ami Asun Budiono także uprawiali podnoszenie ciężarów.